# 安德鲁·赫里尔
安德鲁·赫里尔 （英語：Andrew Hurrell，1955年2月2日—）是一位英国国际关系学者，巴西问题专家，牛津大学教授。

## 生平
曾经任教于位于意大利博洛尼亚的约翰·霍普金斯大学中心和牛津大学基督堂学院，目前担任牛津大学贝利奥尔学院教授和政治国际关系系国际研究中心主任。他是巴西问题专家，也写过拉丁美洲政治的著作。他目前的工作重点是新兴大国和国际社会，以及这对于全球秩序的体系、国际关系理论以及全球化和国际规范理论的意义。

## 著作
- 《全球秩序的崩塌与重建》， 中国人民大学出版社，2017年5月，ISBN 9787300224886